# Fregio delle arti liberali e meccaniche
Il Fregio delle arti liberali e meccaniche è un ciclo di affreschi (77x1588 cm) di Giorgione, conservati in Casa Pellizzari (Museo casa Giorgione) a Castelfranco Veneto.  Giorgione realizzò l'affresco presumibilmente tra il 1502 e il 1503: il fregio costituisce un testo pittorico di straordinario fascino e complessità, che ha impegnato a lungo gli storici dell'arte e che proietta una luce insolita e originale sul raffinatissimo ambiente culturale di Castelfranco agli inizi del XVI secolo.

## Descrizione e stile
Un lungo fregio a monocromo si dispiega in una stanza della casa di Marta Pellizzari. L'edificio, secondo una notizia seicentesca, era anticamente creduto la casa della famiglia Barbarello, dove sarebbe nato il pittore stesso. 
Il fregio si dispiega nella fascia superiore delle pareti, rappresentando gli strumenti delle arti liberali e meccaniche, con strumenti musicali, armature, oggetti per l'astronomia, la pittura, l'architettura, la geometria, ecc. Si tratta di un tipico richiamo al mondo umanistico, presente ad esempio anche nelle tarsie dello studiolo di Federico da Montefeltro. 
Ritenuto per molto tempo una generica, per quanto raffinata, esaltazione della cultura umanistica attraverso le scienze, il fregio sembra invece nascondere un messaggio assai più inquietante, connesso agli accadimenti storici e alla cultura del tempo.  Il fregio, infatti, testimonierebbe lo stretto legame dell'ignoto committente dell'opera e di Giorgione con le teorie astronomiche-astrologiche di uno dei massimi esponenti della scienza dell'epoca: il campano Giovanni Battista Abioso, stabilitosi nel 1496 a Treviso.
Nello specifico, il grande affresco esprimerebbe il presagio ed il profondo turbamento che attraversava i contemporanei di Giorgione a causa della nefasta congiunzione astrale di Saturno, Giove e Marte in Cancro, che si sarebbe verificata tra il 1503 e il 1504, con una successiva, temutissima, eclissi totale di luna.  Questa congiunzione avrebbe portato disgrazie e rivolgimenti dell'ordine costituito, e faceva temere la fine di una età dorata per la civiltà.
Gli affreschi dimostrano un certo decorativismo, legato ad esempio ai nastri svolazzanti, ma anche un vivace studio dal vero degli oggetti rappresentati, che a volte simulano di stare appoggiati su una mensola, mentre altre sono sospesi in aria per favorirne la visione da parte dello spettatore.

## Altre immagini

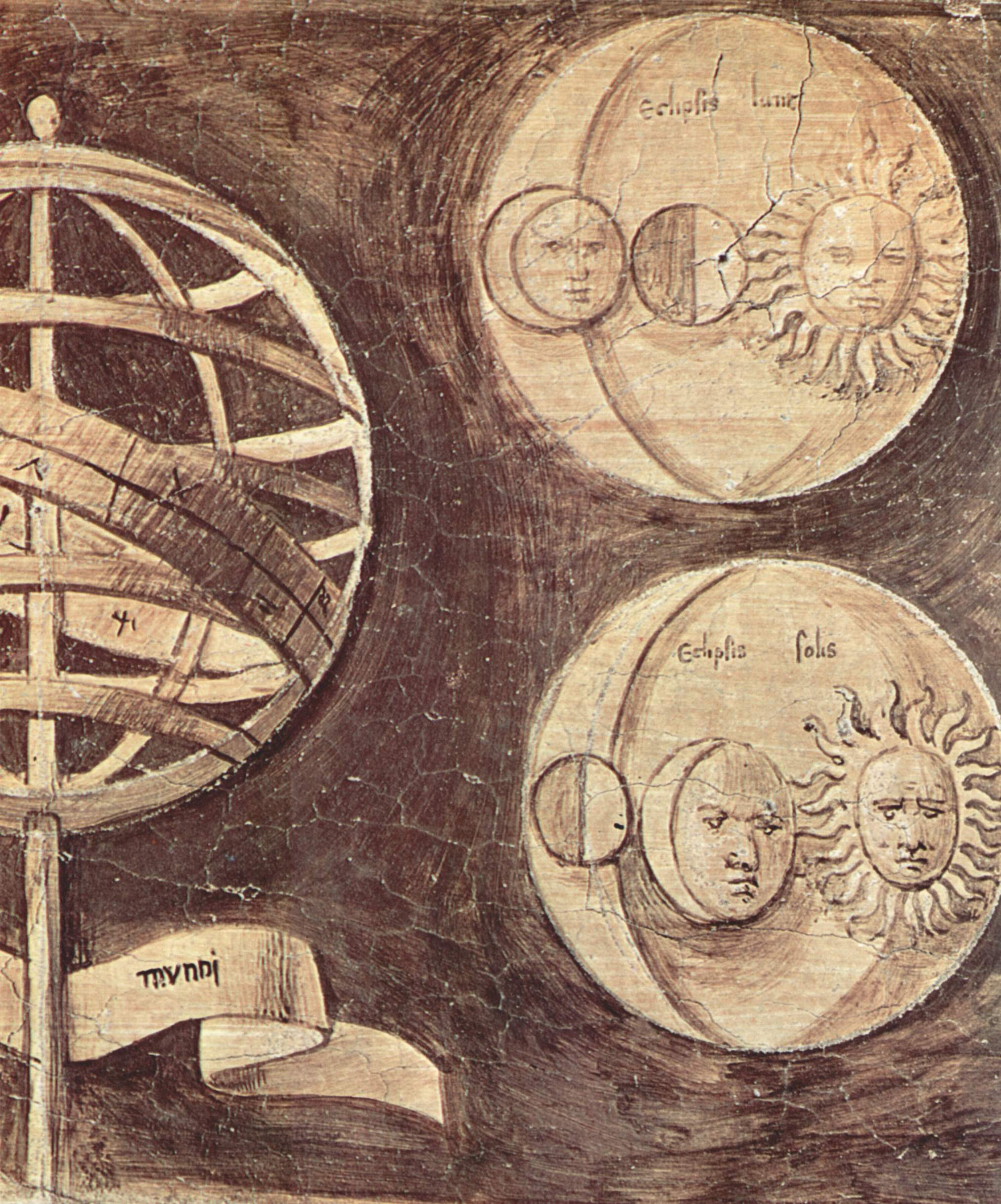
Dettaglio
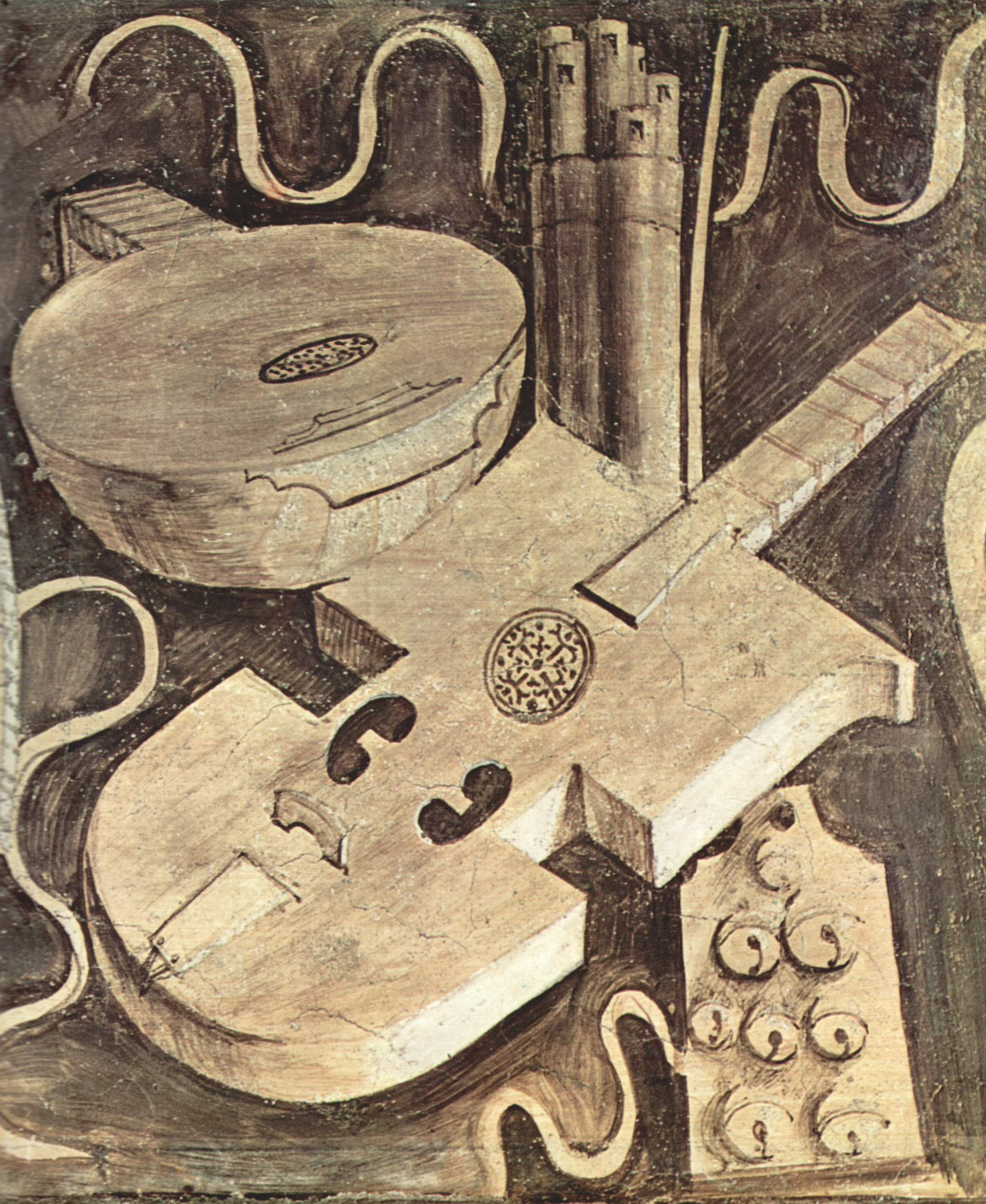
Dettaglio
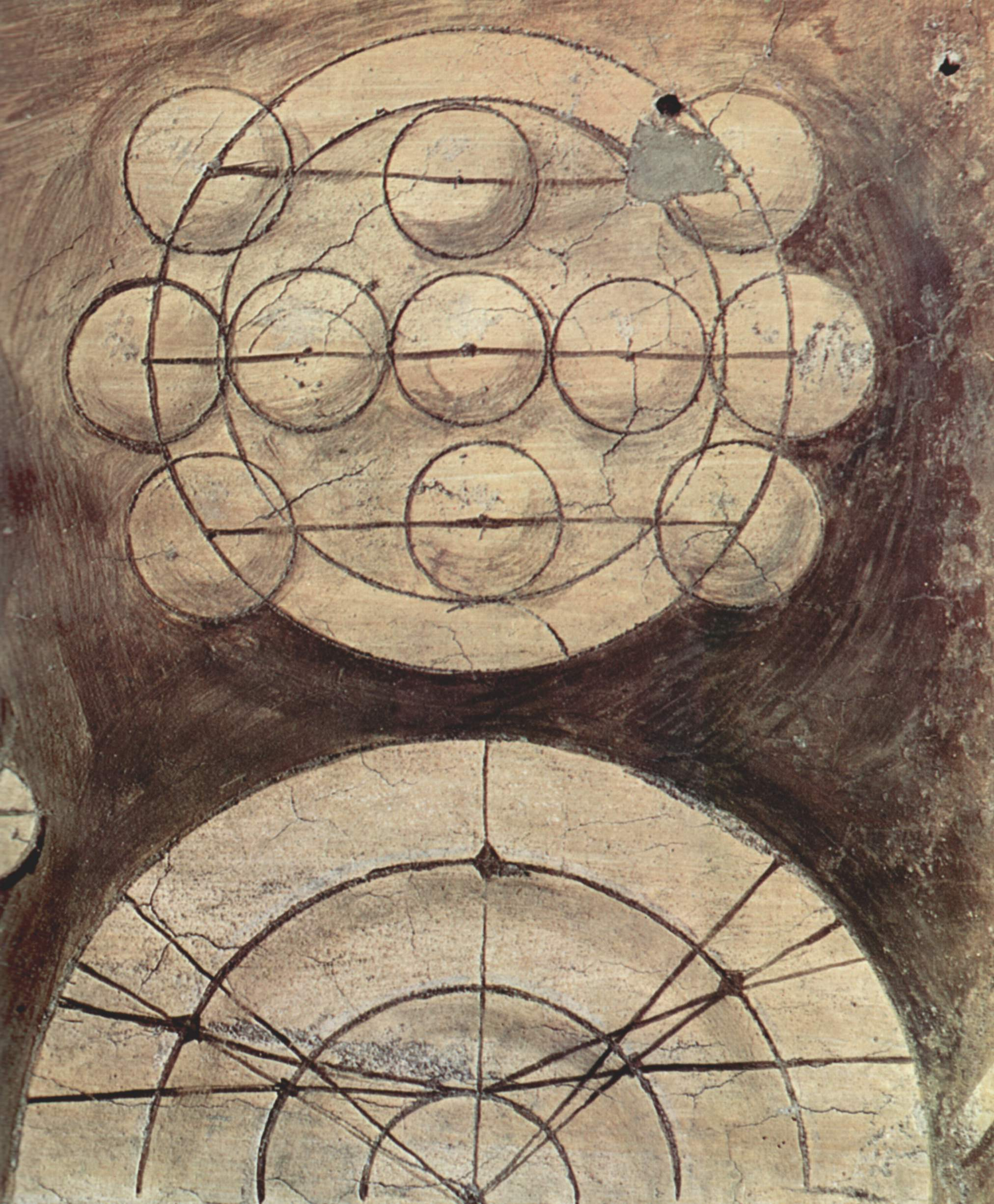
Dettaglio
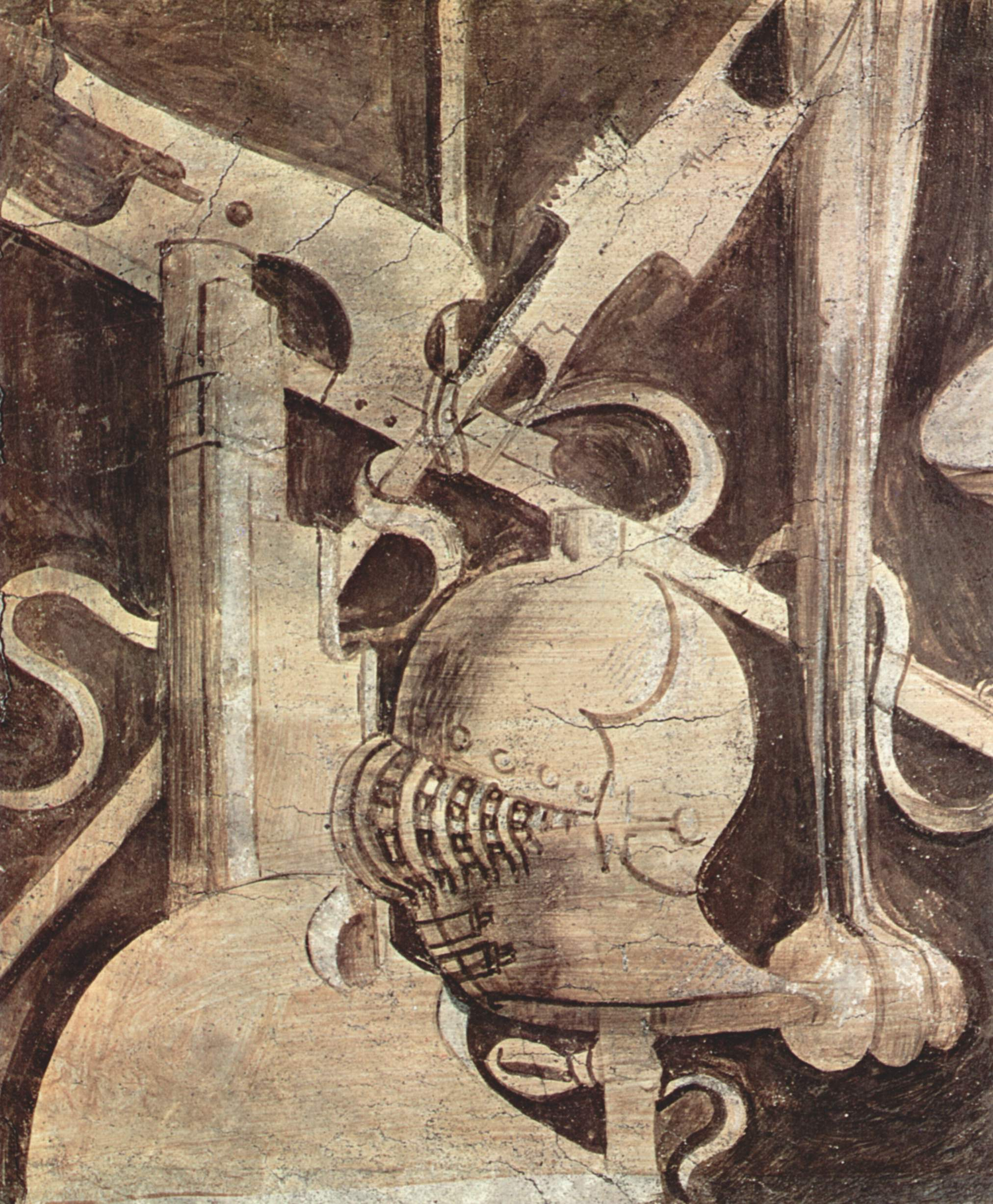
Dettaglio